# Кумыки в Дагестане
Кумыки в Дагестане — одна из коренных народностей современного Дагестана. Издавна населяют равнины и частично предгорья Дагестана, а именно обширную территорию Терско-Сулакской и Прикаспийской низменности от Терека до Башлинской реки, называемую в историографии Кумыкией или Кумыкской плоскостью. В настоящее время кумыки живут компактно в семи районах Дагестана: Бабаюртовском, Хасавюртовском, Кизилюртовском, Буйнакском, Каякентском, Карабудахкентском и в северной части Кайтагского района, а также в Махачкале, Хасавюрте, Буйнакске, Каспийске, Избербаше, Кизляре и Дербенте.
В 2002 году в России проживало более 420 тысяч кумыков, из них в Дагестане — 84 %. Это делает кумыков третьим по численности титульным этносом Дагестана после аварцев и даргинцев. Наряду с азербайджанцами и ногайцами, язык кумыков не относится к нахско-дагестанской языковой семьи, а принадлежит к кумано-огузской[уточнить] подгруппе тюркской группы алтайской семьи. По материалам переписи 2010 г. численность кумыков достигла 431,7 тыс. человек (из них в Дагестане — 14,9 % от всего населения).
По материалам переписи 2010 г. численность кумыков достигла 431,7 тыс. человек (из них в Дагестане — 14,9 % от всего населения). Прирост кумыков в то десятилетие являлось самым высоким по стране.

## Политическое представительство кумыков в Дагестане.Тенглик
Незадолго до распада Советского Союза, кумыкское общественно-политическое объединение организационно оформилось на Учредительном съезде Кумыкского народного движения, который состоялся в селе Эндирей 19 ноября 1989 года. На съезде были приняты Программа и Устав КНД «Тенглик», избраны руководящие органы. В Министерстве юстиции Республики Дагестан движение было зарегистрировано в октябре 1990 года. 9 ноября 1990 года в г. Махачкала прошел второй съезде КНД, принявший «Декларацию о самоопределении кумыкского народа», что означало «создание национального государственного образования кумыкского народа в виде парламентской республики в составе РСФСР и СССР».
В октябре 1991 года руководство «Тенглика» в ультимативной форме потребовало освобождение от занимаемой должности руководителей правоохранительных органов республики, было организовано перекрытие железной дороги и автотрассы Ростов-Баку. В 1992 году движение выступало за федерализацию государственного устройства Дагестана.